# گابریل مور
گابریل مور (به انگلیسی: Gabriel Moore) سناتور سابق عضو حزب دموکرات ایالات متحده آمریکا بود. وی در سال ۱۸۳۱ تا ۱۸۳۳ و ۱۸۳۳ تا ۱۸۳۷ میلادی سناتور ایالت آلاباما در سنای ایالات متحده آمریکا بود.